# Confederación Sindical Solidaridad Obrera
Solidaridad Obrera es una pequeña confederación anarcosindicalista que surge en 1990 como escisión de la naciente Confederación General del Trabajo de España, tras la pérdida del litigio legal de las siglas CNT. Solidaridad Obrera no aceptó los acuerdos del congreso celebrado por la CGT en 1989.
Se sitúan a medio camino entre lo que consideran reformismo de la CGT y el anarquismo radical de la CNT. Participan de la acción sindical en la empresa aceptando que sean las Secciones Sindicales afectadas las que deciden si se presentan o no a elecciones sindicales; sin aceptar, en ningún caso, subvenciones estatales. 
La base de actuación del sindicato es la asamblea, de la que depende toda su actividad, también la transmisión de información a todos los afiliados y trabajadores en general a través de publicaciones, periódicos y boletines que edita cada Sección Sindical o Sindicato. Asimismo es característico de esta organización la edición y publicación de libros tradicionales y descatalogados del anarcosindicalismo y de nuevas obras sobre la actualidad laboral.
Asimismo destaca en sus estatutos la mención de que ningún afiliado a un partido político puede figurar en sus listas para las elecciones sindicales ni ser delegado sindical. A Solidaridad Obrera no pueden afiliarse los miembros de los cuerpos y fuerzas de seguridad; tampoco los sacerdotes de cualquier confesión o miembros de sectas religiosas o políticas. No existe en este sindicato decisión delegada alguna ya que siempre en todos sus foros están representados directamente los sindicatos que lo forman.

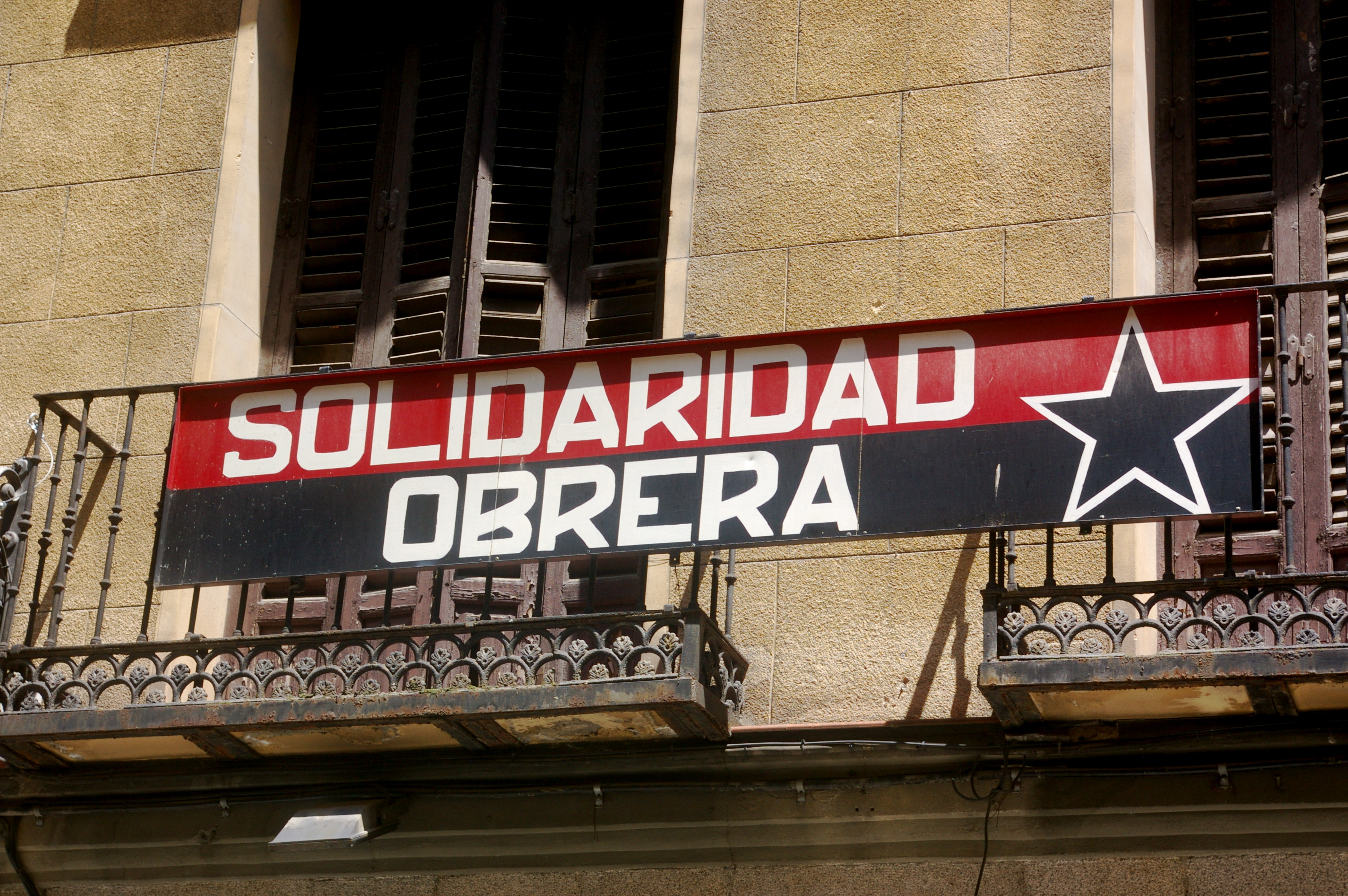
Sede del sindicato en Madrid

Toma su nombre del sindicato catalán de principios de siglo XX Solidaridad Obrera (1907-1911). Actualmente tiene representación en Alicante, Tarragona, Barcelona, Cantabria, Castilla-La Mancha y Madrid, ciudad en la que destaca su implantación en el Metro de Madrid.
En los últimos años ha defendido una política de unidad sindical participando en plataformas unitarias, junto a otros sindicatos, como en Madrid que forma parte del Bloque Combativo y de Claseo en Cataluña donde participa en la Taula Sindical. Además, en 2023 firma un acuerdo de unidad de acción junto a los principales sindicatos anarcosindicalistas CNT y CGT.
Solidaridad Obrera ha publicado también numerosos libros y ha organizado la Escuela Sindical Nacho Cabañas, dedicada al militante obrero del Metro de Madrid y secretario general de la organización Ignacio Cabañas Magán.